# Oumarou Minoungou
Pour les articles homonymes, voir Oumarou.
Oumarou Minoungou (né le 18 mars 1988) est un coureur cycliste burkinabé.

## Palmarès
- 2009
  - 5e étape de la Boucle du coton
- 2011
  - Tour du Cameroun :
    - Classement général
    - 1re étape

  - 7e étape de la Boucle du coton
- 2015
  - 7e étape du Tour du Togo
  - 2e du Tour du Togo

## Classements mondiaux
| Année           | 2011 |
| --------------- | ---- |
| UCI Africa Tour | 16e  |